# Uwe Sachs
Uwe Sachs (ur. 5 kwietnia 1959 we Fruburgu Bryzgowijskim) – zachodnioniemiecki zapaśnik walczący w stylu klasycznym. Olimpijczyk z Los Angeles 1984, gdzie zajął czwarte miejsce w kategorii 90 kg.
Dziesiąty zawodnik mistrzostw świata w 1983. Szósty na mistrzostwach Europy w 1981. Brązowy medalista wojskowych mistrzostw świata w 1983 roku.
Zdobył siedem tytułów mistrza Niemiec w latach 1980-1986.
- Turniej w Los Angeles 1984

Pokonał Kamala Ibrahima z Egiptu, Austriaka Franza Marxa i Francuza Jeana-François Courta. Przegrał z Rumunem Ilie Matei, a w pojedynku o brązowy medal uległ Frankowi Anderssonowi ze Szwecji.